# Ochthophora sericina
Ochthophora sericina är en fjärilsart som beskrevs av Turner 1902. Ochthophora sericina ingår i släktet Ochthophora och familjen trågspinnare. Inga underarter finns listade i Catalogue of Life.